# Affäre Ubryk

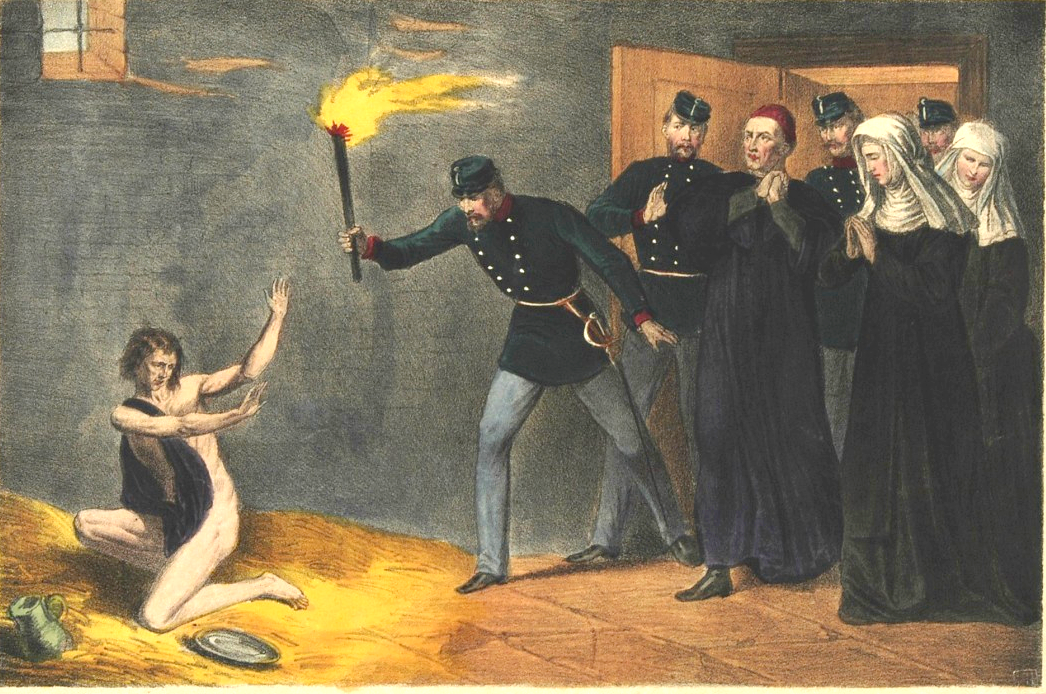
Die Marter der Nonne in Krakau, Darstellung von 1869

Die Affäre Ubryk war der 1869 berichtete Fall der Nonne Barbara Ubryk, einer Unbeschuhten Karmelitin in Krakau, die nach ausführlichen Zeitungsberichten von 1848 bis zum 21. Juli 1869 in ihrer Klosterzelle gefangengehalten worden sein soll. Vor dem Hintergrund des zunehmenden Kulturkampfes sorgten die Berichte insbesondere im deutschsprachigen Teil Europas für eine wachsende antikatholische Stimmung und waren einer der Auslöser für den Moabiter Klostersturm in Berlin im selben Jahr.

## Darstellung
Die Nonne Barbara Ubryk soll befreit worden sein, nachdem die österreichisch-ungarischen Behörden gerüchteweise von ihrer Gefangenschaft gehört hätten. Sie hätten sich gegen den Widerstand der Priorin und des Beichtvaters Zugang zu dem Kloster erzwungen. Nach Zeitungsberichten dieser Zeit soll Barbara Ubryk vollständig nackt in einer kleinen verdreckten Zelle aufgefunden worden sein. Nach den Aussagen, die sie später vor einem österreichischen Gericht gab, habe Schwester Barbara die 21 Jahre in der Klosterzelle nur dank Gebeten und dem Zählen ihrer Kopfhaare überstanden. Während der Gerichtsverhandlungen zeigte Barbara Ubryk Verhaltensauffälligkeiten, aus denen die untersuchenden Ärzte schlossen, dass es sich bei ihr um eine Nymphomanin handele. Diese Verhaltensauffälligkeit bestand nach Meinung der Ärzte bereits seit ihrer Pubertät. Die Ärzte vertraten auch die Ansicht, dass ihr Zustand nicht mehr heilbar sei, da sie für eine Heilung früher in eine Anstalt für geistig Verwirrte hätte eingeliefert werden müssen.
Die Krakauer Bevölkerung reagierte empört auf die Berichte der Presse. Eine aufgeregte Versammlung Krakauer Bürger drang in das Kloster ein und zerstörte die Fenster und Teile des Innenhofes. Schließlich griffen Polizei und Militär ein. Trotz des Eingreifens seitens staatlicher Behörden dehnten sich in der folgenden Nacht die Übergriffe auf andere Klöster aus. Kavallerie und Infanterie-Regimenter patrouillierten in den folgenden Tagen in den Straßen, um weitere Übergriffe zu verhindern.

## Folgewirkungen
Die „Affäre Ubryk“ löste eine Reihe von Zeitungsartikeln aus, in denen über angebliche ähnliche Fälle berichtet wurde. In Prag sollte sich ein vergleichbarer Fall ereignet haben. Die angeblich nach Bruch des Ordensgelübdes der Keuschheit dort eingesperrte Nonne soll sich in ihrer Verzweiflung erhängt haben. Zwei weitere Nonnen wären angeblich unter dem rigiden Leitung ihres Klosters zusammengebrochen und lebten nun in einem Irrenhaus. In Brünn wurde angeblich ein eingemauertes Skelett in den Mauern eines vormaligen Dominikanerklosters gefunden, und in einem Karmelitinnenkloster in Posen fand man angeblich heimlich verscharrte Skelette. In der deutschen Zeitschrift Die Gartenlaube wurde von einer „Nonne X“ berichtet, die nach einem gebrochenen Heiratsversprechen in ein Kloster gelockt und dort gefangengehalten worden sein sollte. Liberale Zeitungen berichteten außerdem, dass sich ein Dominikaner in Düsseldorf an minderjährigen Mädchen vergriffen habe.
Katholische Zeitungen verteidigten den Vorfall mit dem Hinweis, Barbara Ubryk sei geistig krank gewesen und zu ihrer eigenen Sicherheit eingeschlossen worden. Für das negative Echo, das der Vorfall in der liberalen Presse auslöste, machten sie den Einfluss von Freimaurern und demokratischen Juden verantwortlich. Michael B. Gross bezeichnet die Reaktionen der katholischen und liberalen Presse als nahezu ritualisierten Schlagabtausch, bei dem jede Seite ein für sie charakteristisches Vokabular, Symbolik und Metaphern verwendete. Zeitungen wie die Freiburger katholische Zeitung prangerte im Gegenzug die Ausbeutung von Frauen in der zeitgenössischen Industrie an. Die liberale Presse sah in den Angriffen der katholischen Seite auf die Arbeitsbedingungen der Arbeiterinnen wiederum einen Beleg für die Rückwärtsgewandtheit der katholischen Kirche.

## Einzelbelege
1. ↑  https://polona.pl/dlibra/doccontent2?id=5939&from=latest (abgerufen am 25. Mai 2010)
2. ↑  Gross, S. 158
3. ↑  Gross, S. 161
4. ↑  Gross, S. 162
5. ↑  Gross, S. 159
6. ↑  Gross, S. 160 und S. 161
7. ↑  Gross, S. 168
8. ↑  Gross, S. 168 und S. 169